# Oussama Assaidi
Oussama Assaidi (15 de agosto de 1988) é um futebolista marroquino que atua como meia.

## Carreira
Hamza Mendyl fez parte do elenco da Seleção Marroquina de Futebol na Campeonato Africano das Nações de 2013.Já jogou também no time inglês Liverpool no Campeonato inglês 2013-14